# Malhar II Rao Holkar
Shrimant Sardar Malhar II Rao Holkar (1767 - 1797), fou príncep de Malwa, de la dinastia dels maharajas Holkar de Maheshwar, antecedent dels maharajas d'Indore. Era fill legítim de Tukoji I Rao Holkar.
El 1793 es va distingir a la batalla de Lakheri contra Sindhia, on encara que les forces dels Holkar dirigides per Chevalier Dudrenec, un aventurer francès conegut localment com a Huzur Beg, foren derrotades per les ben entrenades forces de Gwalior dirigides pel francès Benoît de Boigne, va lluitar com un valent i fou el darrer a deixar el camp, sent ferit al final. Altre cop es va distingir a la batalla de Kardia el 1795 contra el nizam de Hyderabad.
El pare havia abdicar l'administració el 29 de gener de 1797 en el seu fill gran Kashi Rao Holkar, que va demostrar ser un governant incapaç. Malhar va tractar de fer canviar la seva decisió al seu pare, que conservava la direcció militar, per la que Malhar estava especialment dotat com havia demostrat a Lakheri, però no ho va aconseguir, tot i la preferència que li mostrava el poble i els soldats. Malhar Rao va rebre també el suport dels seus germans (germanastres) il·legítims Jaswant Rao i Vithoji Rao.
A la mort de Tukoji I el 15 d'agost de 1797, Malhar Rao tenia molt de suport i aspirava a la successió i Kashi va demanar l'ajut de Sindhia. Les relacions entre els Sindhia i els Holkar eren dolentes després que el 1754 els primers van acceptar la pau amb el jat Suraj Mal, contra la pretensió dels Holkar, el fill del cap dels quals havia mort durant el setge de Suraj a Kumbher. Malhar es va posar sota protecció de Nana Farnavis un dels principals dirigents del govern del peshwa, però el seu seguici fou atacat sobtadament prop de Poona per les forces de Sindhia, i Malhar va morir a la lluita el 24 de setembre de 1797. La seva vídua Shrimant Akhand Soubhagyavati Jiji Bai Sahib Holkar, que estava prenyada, fou empresonada; també fou empresonada Bhimabai Holkar, fills de Jaswant Rao. Quan Nana Farnavis va protestar el peshwa Baji Rao II, Sindhia i Sarja Rao Ghatke el van empresonar tanmateix.
Va estar casat també (com a primera dona) amb Shrimant Akhand Soubhagyavati Ema Bai Sahib Holkar (morta el 1811). La segona dona Jaji Bai va donar a llum poc després a Khande II Rao Holkar.